# Alejandro Díaz Liceága
Alejandro Díaz Liceága (Città del Messico, 27 gennaio 1996) è un calciatore messicano, attaccante del Pacific, in prestito dal Sogndal.

## Caratteristiche tecniche
È un centravanti.

## Carriera

### Club

#### Inizi in patria
Cresciuto nelle giovanili dell'América, il 22 novembre 2014 ha debuttato in prima squadra nella sconfitta esterna per 2-1 contro l'Atlas.
Trovando poco spazio con gli azulcremas, negli anni successivi è stato girato tre volte in prestito: al Necaxa, Atlas e Zacatepec.

#### Pacific
Il 6 febbraio 2020 passa a titolo definitivo ai canadesi del Pacific.
Il successivo 15 agosto debutta con la nuova maglia in occasione di una gara contro l'HFX Wanderers; mentre il 25 agosto segna la prima rete durante la vittoria per 2-0 contro il Valour. Conclude la prima stagione realizzando 3 reti in dieci presenze.
Nella seconda stagione migliora le sue prestazioni contribuendo con 10 reti in ventisette gare alla vittoria del primo campionato per il Pacific. Nella stessa stagione inoltre realizza la prima tripletta in carriera nella gara del 21 luglio 2021 vinta per 4-2 contro l'Atlético Ottawa. 
Nella terza stagione, tende nuovamente a migliorarsi realizzando 13 reti in sole 18 presenze, grazie al quale si porta in testa alla classifica marcatori. Inoltre nella stessa stagione debutta in CONCACAF League, siglando una tripletta contro il Waterhouse.

#### Sogndal
Dopo aver totalizzato sessantadue presenze e 31 reti in tre anni con il Pacific, il 10 agosto 2022 si trasferisce a titolo definitivo per 150 mila € al Sogndal, divenendo la cessione più proficua del club canadese e la seconda più proficua della storia della CPL. Debutta con la nuova squadra quattro giorni dopo in occasione della gara di campionato contro il Mjøndalen: partita nella quale segna una rete e procura l'assist del definitivo 0-4.

#### Vancouver FC
L'11 luglio 2023 passa in prestito ai canadesi del Vancouver FC.

### Nazionale
Nel 2015 ha disputato il Campionato nordamericano Under-20 ed il Mondiale Under-20 con la nazionale Under-20 messicana realizzando 4 reti in sette presenze.

## Palmarès

### Club
- Canadian Premier League: 1

Pacific: 2021

### Nazionale
- Campionato CONCACAF Under-20: 1

2015